# USS Mississippi (BB-23)
«Миссисипи» (BB-23) (англ. Mississippi battleships (BB-23)) — головной броненосец типа «Миссисипи». Был вторым кораблём военно-морского флота США, названного в честь штата США Миссисипи. После службы в ВМС США он был продан Греции в 1914 году. Kilkis был потоплен немецкими пикировщиками во время Греческой операции в апреле 1941 года.
Киль броненосца «Миссисипи» был заложен 12 мая 1904 года на верфи «Уильям Крамп и сыновья» в Филадельфии, штат Пенсильвания. Спущен на воду 30 сентября 1905 года. Крёстной матерью корабля стала мисс Мейбл Клэр Мони, дочь сенатора США от штата Миссисипи Эрнандо Д. Моней. Корабль вступил в строй на Филадельфийской военной верфи 1 февраля 1908 г, командиром корабля был назначен кэпитан Дж. К. Фремонте.

## История службы

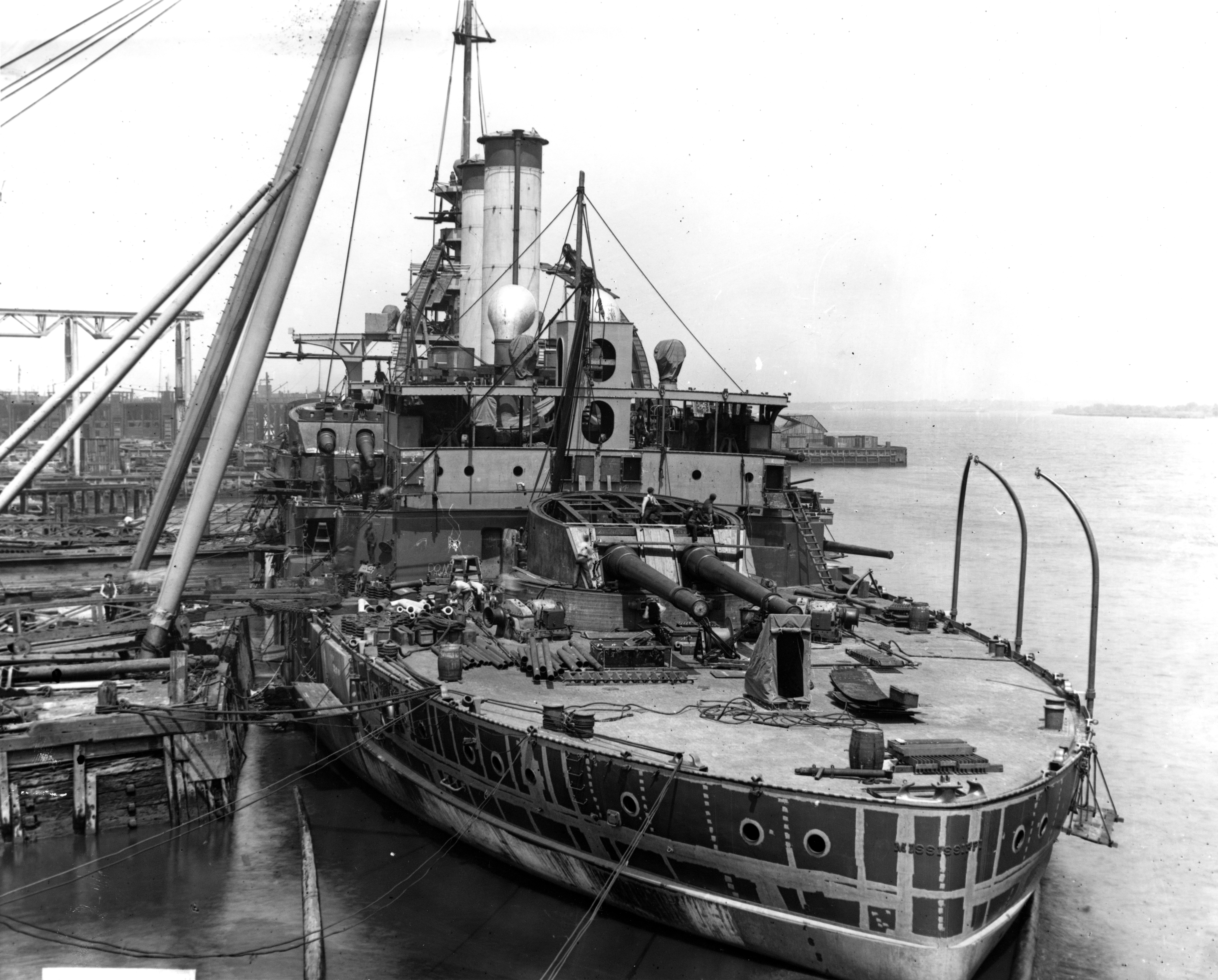
Броненосец США Миссисипи во время строительства на верфи в Филадельфии, Пенсильвания, 1907 год

## В Королевском военно-морском флоте Греции
Миссисипи был списан в Ньюпорт-Ньюсе 21 июля 1914 года, после чего в тот же день был передан Королевскому военно-морскому флоту Греции. Броненосец был переименован в Kilkis (см. Килкис (линкор)) и оставался в составе греческого флота в течение 27 лет. Во время Второй мировой войны старый броненосец был потоплен немецкой авиацией.